# Cimicoidea
Cimicoidea Latreille, 1802, é uma superfamília de insectos pertencente à infraordem Cimicomorpha da subordem Heteroptera, que compreende em geral formas zoófagas, entre as quais espécies hematófagas e espécies artropófagas. Em diversos membros deste grupo, mas particularmente na família Cimicidae, a fecundação ocorre no hemocele..

## Sistematica
A superfamília Cimicoidea está subdivida em 5 famílias:
- Anthocoridae
- Cimicidae
- Nabidae
- Polyctenidae
- Velocipedidae